# 江振裕
江振裕（1931年—），男，安徽旌德人，中国生理学家，曾任中国科学院上海生理研究所研究员、博士生导师。